# Ики (эстетика)
Ики (яп. 粋 / いき, «стильный; элегантный») — категория японской эстетики, возникшая в среде торгового сословия в эпоху Эдо. Данный феномен — именно в силу своего происхождения — стал эстетическим идеалом, ассоциирующимся с элегантным и незаметным проявлением богатства и красоты: так, например, выражением ики считается скромный макияж и простая причёска, уложенная водой, а не дорогим маслом, а также общая расслабленность образа, в частности, рук, которые должны быть слегка согнуты и не напряжены.
Данное явление оказало большое влияние на развитие эстетики в Японии, в частности, благодаря работе японского философа Куки Сюдзо «Структура ики» (1929), в которой этот феномен впервые был проанализирован с философских позиций. В своем исследовании Куки указывает на то, что наиболее близкие коннотации с ики имеют французские слова «шик», «кокетливый» и «изысканный» (chic, coquet, raffiné), хотя они, безусловно, не исчерпывают значений данного феномена.
В настоящий момент современные исследователи ики связывают это явление с эстетикой повседневности, активно набирающей популярность на Западе.

## История
В течение периода Эдо правящими сословиями самураев был принят ряд эдиктов, которые запрещали выражать материальное богатство тем, кто находился внизу официальной социальной иерархии: это было сделано для того, чтобы высшие сословия (аристократия) могли сохранить свой статус в условиях усиления контроля над экономикой со стороны торгового сословия, находящегося ниже в иерархии. В число данных эдиктов входили в том числе и указы об одежде, запрещавшие низшим сословиям выглядеть визуально выше их настоящего социального статуса. Эти законы оказали влияние именно на торговое сословие Японии, занимающее низкое положение в социальной иерархии, однако обладавшее при этом денежными средствами.
По этой причине стиль ики стал своеобразным способом выражения богатства городских торговцев и ремесленников Японии, выполняя функцию скрытого визуального сообщения: слишком яркое выражение богатства могло подвергнуть горожанина риску конфискации имущества. Таким образом, дом торговца обычно имел непритязательный вид, хотя при этом был наполнен богатствами. Сам торговец мог носить простое шерстяное кимоно, при этом украшенное изысканной шёлковой отделкой. Благосостояние выражалось мелкими деталями. Ики стало выражением эстетики упрощённости и недоговоренности, из которой родилось особое представление об элегантности. Лучшим примером ики стали гейши.

## Гейша как выразитель ики
Гейши стали восприниматься как часть ики не только из-за своих манер поведения и внешности, но также и из-за неизменно лояльной репутации; известное название развлекательных кварталов — карюкай («мир цветов и ив») — отсылало к тому, что куртизанок часто сравнивали с красивыми, но недолговечными цветами, тогда как гейш, выразителей ики, — с гибкими ивами, часто сгибаемыми суровой погодой, но никогда не ломающимися. Они представлялись как противоположные элементы, из которых именно гейши были преданны своим покровителям. Распространение этого представления привело к тому, что соперничающие знатные роды стали покровительствовать различным районам гейш, каждый из которых проявлял лояльность только к своим патронам. Гейши стали частыми героями пьес театра кабуки, описывающих противостояние долга и чувств.

## «Структура ики» Куки Сюдзо
Работа «Структура ики» (「いき」の構造, «Iki» no kōzō, ики но ко: дзо:), написанная Куки Сюдзо (1888—1941) в 1929 году, является, возможно, наиболее значимым трудом по японской эстетике двадцатого века. Данное произведение представляет собой феноменологическое и герменевтическое исследование феномена ики, который занимал центральное положение в японской эстетической жизни во время предыдущих двух-трёх столетий. В данной работе Куки подчёркивает то, что ни одно европейское слово не способно передать богатство значений японского термина «ики».
Куки различает три момента ики: соблазнительность (bitai, битаи), дерзкое самообладание (ikiji, икидзи), связанное с кодексом чести бусидо, и буддистское смирение (akirame, акирамэ). Только сумма этих трёх качеств является эквивалентом ики. Также он впервые размещает данный феномен среди разнообразия других эстетических чувств: сладкого (amami, амами) в противоположности терпкому (shibumi, сибуми), показного (hade, хадэ) — тихому (jimi, дзими), грубого (gehin, гэхин) — утончённому (jōnin, дзё: нин).
Стоит отметить, что Куки также производит исследование объективных выражений ики: они могут быть естественными и искусственными. В качестве первого Куки приводит примеры с ивами и долгим, сильным ливнем, а последнего — принятое в искусстве японского ткачества использование параллельных и вертикальных полосок, а также выражающих ики серых, коричневых и синих цветов. В архитектуре образцом ики считается маленький чайный домик (тясицу), в котором проявляется игра материалов: например, древесины и бамбука.
Так, «Структура ики» оказывается первым исследованием, посвящённым японской эстетической категории ики, в котором используется европейская методология — в частности, феноменологический метод Э. Гуссерля и М. Хайдеггера, оказавший огромное влияние на Куки.